# Сыбу бэйяо
«Собрание важнейших текстов по четырём разделам» (кит. трад. 四部備要, упр. 四部备要, пиньинь Sìbù bèiyào, палл. Сыбу бэйяо) — китайская библиотека-серия в традиционном жанре цуншу, выпускаемая в 1920—1936 годах параллельно «Сыбу цункань». Включала 351 заглавие текстов в 11 305 цзюанях, объединяя набор важнейших классических текстов китайской культуры. Они были сгруппированы по традиционной библиографической схеме четырёх разделов — конфуцианские каноны с комментариями, исторические произведения, неканонические мыслители, художественная литература (поэзия и бессюжетная проза). Составители оказывали предпочтение авторам и комментаторам эпохи Цин, в частности, собрание включает полное «Тринадцатиканоние» и комментированное издание «Двадцати четырёх династийных историй». Издатель серии рекламировал факт, что его предок был одним из справщиков при составлении «Сыку цюаньшу», поэтому тексты были подвергнуты тщательной редакторской правке и набирались шрифтом, имитирующим почерки сунской эпохи. Была даже установлена премия подписчикам и читателям в 1 доллар за каждый ошибочный иероглиф, который удастся обнаружить. В 1937 году было выпущено исправленное издание в 100 европейских томах, которое наиболее распространено. Существуют несколько переизданий, включая факсимильное издание 1955 года, а также современное издание 1989 года в 70 томах.